# Мястото на срещата да не се променя
„Мястото на срещата да не се променя“ е съветски телевизионен филм от пет серии, с режисьор Станислав Говорухин. Сценарият е на Аркади и Георги Вайнер и е базиран на сюжета на романа им „Ера на милосърдие“. Заснет е през 1978 – 1979 г. Павилионните сцени са заснети главно в Одеската киностудия, а пълномащабните като правило в Москва. В главните роли играят Владимир Висоцки и Владимир Конкин. Във филма участват Армен Джигарханян, Сергей Юрски и редица други известни съветски актьори.
Премиерата на филма е посветена на Деня на милицията и е на 11 – 15 ноември 1979 г. по Централната телевизия на СССР. Пресата отреагира доста живо на излизането на филма. В същото време рецензиите се интересуват не само от актьорското майсторство и режисурата, но и от моралните проблеми, присъщи на детективската история – те са свързани преди всичко с етичната конфронтация между капитан Жеглов и офицера Шарапов. В следващите години филмовите критици дават смесени оценки на отделни епизоди, по-специално на финалната сцена, заснета по настояване на председателя на радиото и телевизията Сергей Лапин.
Филмът няма награди. Създателите на филма получават грамоти на Министерството на вътрешните работи, а Висоцки е удостоен с три посмъртни награди за ролята на капитан Жеглов: през 1981 г. на IX Всесъюзен филмов фестивал в Ереван – специална грамота и награда на журито, през 1987 г. – Държавната награда на СССР, а през 1998 г. – наградата на Министерството на вътрешните работи на Русия, През 1999 г. Владимир Конкин е удостоен и с наградата на Министерството на вътрешните работи на Русия за създаване на образа на Шарапов.

## Сюжет
Действието на петсерийния телевизионен филм се развива между август и ноември 1945 година в Москва. Бандитските групи са се въоръжили с трофейно оръжие. Служителите на МУР (на руски: Московский Уголовный Розыск) Глеб Жеглов (опитен полицейски капитан) и Володя Шарапов (старши лейтенант, новобранец, дошъл в криминалното разследване от разузнаването на първа линия) се противопоставят на зловещата банда „Черна котка“. И двамата са еднакво фокусирани върху резултата, но по различен начин гледат на обстоятелствата в играта, наложена от бандитите.

## Създатели
- Автори на сценария: Аркадий и Георгий Вайнер
- Режисьор на продукцията: Станислав Говорухин
- Главен оператор: Леонид Бурлака
- Главен художник: Валентин Гидулянов
- Композитор: Евгений Геворгян
- Главни консултанти: К. Никитин, В. Самохвалов
- Режисьор: Н. Попова
- Оператор: В. Шчукин
- Художник на костюмите: Н. Акимова
- Гримьор: Вячеслав Лаферов
- Монтаж: Валентина Олийник
- Звукорежисьор: Анатолий Нетребенко
- Помощник-художник: Михаил Безчастнов, Л. Цигулска
- Редактор: И. Алеевска
- Консултант: Н. Кондрашов
- Комбинирана стрелба:
- оператор: С. Мелниченко
- художник: К. Пуленко
- Симфоничен оркестър на Държавното кино на СССР, диригент – М. Нерсесян
- Каскадьори: В. Жариков, О. Федулов
- Майстор на светлината: В. Логвинов
- Режисьор на филма: Джемиля Панибрат

## Заглавие
Във версията на книгата романът се нарича „Ерата на милоссърдието“ (на руски: Эра милосердия), а първата му публикация е в списание „Смена“ със заглавие: „Мястото на срещата не може да бъде променено“.  Измислено е от литературния редактор на „Смена“ Кирило Замошкин, след като Централният комитет на ВЛКСМ отхвърля оригиналното заглавие (те казват, че „Ерата на милостта“ е „попски“ думи)[източник? (Поискан днес)]. Вариантът, предложен от Замошкин, е много подходящ за детективски сериал: ярък, интригуващ, така че се използва още от първите дни на снимките.
Режисьорът Станислав Говорухин, харесва повече друго заглавие на филма: „Черна котка“, но по това време това име е твърде мистично – „инстанцията“ със сигурност нямаше да го допусне. Уместно е да се отбележи, че образът на черна котка, който в един от епизодите бандитът рисува на стената, всъщност е направен от Станислав Говорухин)